# Handia (film)
Handia è un film del 2017 diretto da Aitor Arregi e Jon Garaño.
Girato in basco, è basato sulla vera storia di Miguel Joaquín Eleizegui Arteaga, un uomo del '800 che soffriva di gigantismo ed era conosciuto come il gigante spagnolo o il gigante di Altzo.
Il film è stato presentato in anteprima al Festival internazionale del cinema di San Sebastián, dove è stato insignito del Premio Speciale della Giuria. È stato proiettato anche durante il London Film Festival del 2017. Handia ha vinto dieci premi Goya nel 2018, tra cui quello per il miglior attore esordiente (a Eneko Sagardoy) e per la miglior sceneggiatura originale.

## Trama
Nel 1843 nei Paesi Baschi, Martin rincasa invalido dalla seconda guerra carlista scoprendo, nel momento in cui questo si alza dalla panca della chiesa, che il fratello è diventato un gigante.
Sul mura della chiesa viene misurata la sua altezza e col fratello inizia un viaggio prima locale, poi grazie alla visita alla principessa anche all'estero dove saranno truffati e incontrerà altri simili a lui tra cui una gigantessa a Londra, in Inghilterra di cui si innamorerà.
Nel frattempo in paese una buca è già stata scavata per lui dato che l'aspettativa di vita per gigantismo è bassa.

## Distribuzione

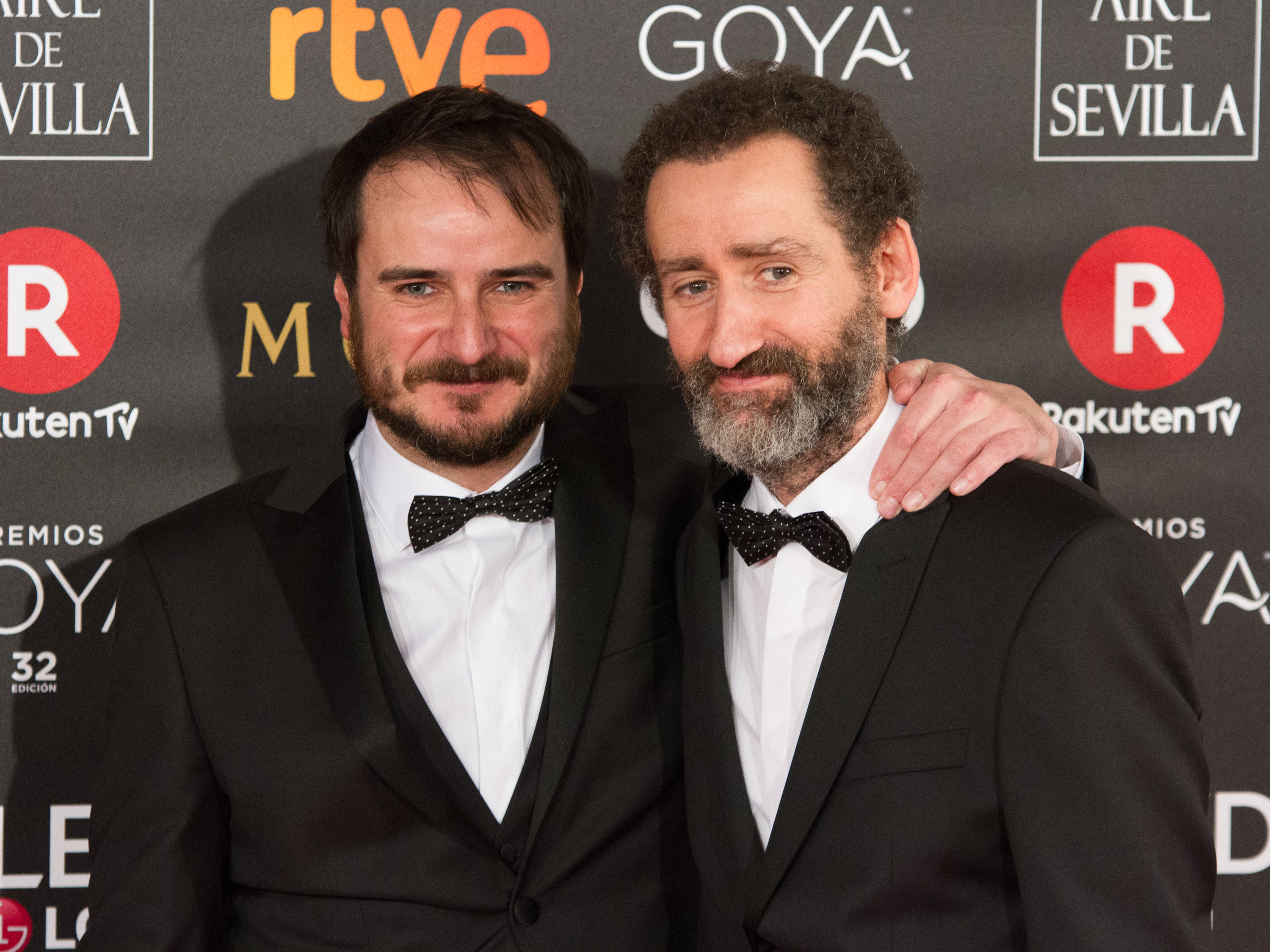
Aitor Arregi e Jon Garaño al 32º Premio Goya 2018

### Data di uscita

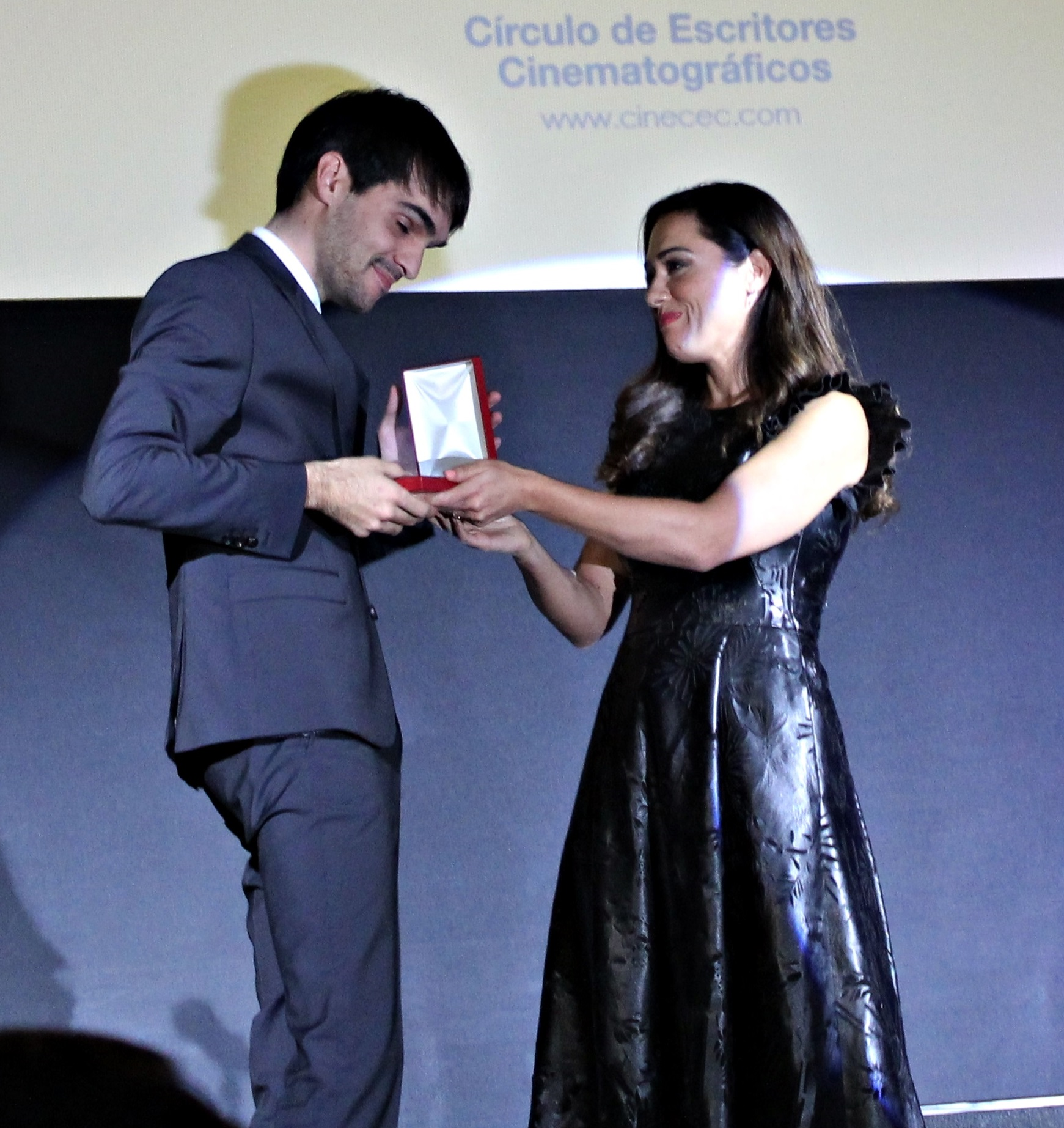
Eneko Sagardoy riceve la medaglia attore rivelazione dell'anno per il 2017

- Tutto il mondo (eccetto Cina, Corea del Nord e Crimea): 20 ottobre 2017[2]

## Accoglienza

### Incassi
Budget stimato di 3.500.000 € e incasso Lordo in tutto il mondo di 860.750 $

### Critica
Ha ottenuto un 66% su Rotten Tomatoes con meno di 50 recensioni e 6,7/10 con 4128 recensioni su IMdb.